# Juri Andrejewitsch Scheljabuschski
Juri Andrejewitsch Scheljabuschski (russisch Юрий Андреевич Желябужский; * 12. Dezember 1888 in Tiflis; † 24. Oktober 1955) war ein sowjetischer Regisseur.
Juri Scheljabuschski war ein Sohn der Schauspielerin Marija Fjodorowna Andrejewa. Diese führte nach der Jahrhundertwende eine informelle Ehe mit dem Schriftsteller Maxim Gorki.
Scheljabuschski arbeitete für die sowjetische Filmgesellschaft Meschrabpom. 1924 war er als Kameramann an der Produktion des Films Aelita beteiligt.